# Radim Vrbata (politik)
Radim Vrbata (* 1978 Ostrava) je český politik, od listopadu 2014 do února 2015 primátor města Frýdku-Místku, člen hnutí ANO 2011, bývalý člen ČSSD.

## Život
Narodil se v Ostravě-Porubě a vystudoval Fakultu metalurgie a materiálového inženýrství Vysoké školy báňské - Technické univerzity Ostrava (získal tak titul Ing.).
Pracovní kariéru zahájil jako kovář v kovárně společnosti Škoda Auto, později se stal projektantem technologie kovárny a koordinátorem technologie kovárny, v roce 2007 byl dokonce pověřen vedením provozu kovárny. V roce 2011 se stal vedoucím ostravského provozu výrobce střešních krytin Satjam. Následně zastával pozici manažera celé výroby ve firmě Satjam, v níž pracoval do roku 2013.
Radim Vrbata je svobodný a bezdětný. Žije ve Frýdku-Místku, konkrétně ve Frýdku.

## Politické působení
Do roku 2012 byl členem ČSSD, za kterou neúspěšně kandidoval do Zastupitelstva města Frýdku-Místku v komunálních volbách v roce 1998 a ve volbách v roce 2002.
V roce 2013 vstoupil do hnutí ANO 2011, v němž se stal předsedou ANO 2011 v Moravskoslezském kraji a asistentem poslance Josefa Hájka. V komunálních volbách v roce 2014 byl zvolen zastupitelem města Frýdku-Místku, když vedl kandidátku hnutí ANO 2011. Hnutí volby ve městě vyhrálo (27,82 % hlasů, 15 mandátů), vytvořilo koalici se druhou ČSSD a dne 6. listopadu 2014 byl Radim Vrbata zvolen primátorem statutárního města Frýdku-Místku.
Už na počátku roku 2015 se však koalice hnutí ANO 2011 a ČSSD kvůli vnitřním sporům rozpadla a dne 6. února 2015 byl Radim Vrbata odvolán z funkce primátora, na jeho místo byl pak zvolen Michal Pobucký z ČSSD.